# Castillo de Ucero
El castillo de Ucero es una fortaleza medieval situada en el municipio soriano de Ucero, en la comunidad autónoma de Castilla y León en España.
Se halla bajo la protección de la Declaración genérica del Decreto de 22 de abril de 1949, y la Ley 16/1985 sobre el Patrimonio Histórico Español. Es propiedad de la Iglesia católica.

## Ubicación
Situado sobre un promontorio rocoso en la orilla del río Ucero, cerca de su nacimiento, domina el amplio espacio de los valles de los ríos Lobos y Chico y se alza sobre la villa que le da nombre. Cerca se halla el cañón del río Lobos cuya parte final es totalmente visible desde la fortaleza.
El acceso es tan impresionante como el propio castillo, que aún en la actualidad, en el empobrecido estado de ruinas en que se halla, llama la atención por su inmensidad y sorprende en cuanto se hace visible al bajar la cuesta de la Galiana. Una particularidad interesante del castillo es la similitud que guarda con el castillo de «Villa Rey» de Miranda del Castañar, debido a la construcción de los dos castillos en el siglo XII.
Desde el núcleo urbano de Ucero, se llega al castillo después de cruzar el río por un camino que se va hundiendo entre paredes rocosas sobre las que, a mano izquierda según se sube, se alza la construcción de la fortaleza y de la ermita asociada a la misma.
Castillo de Ucero

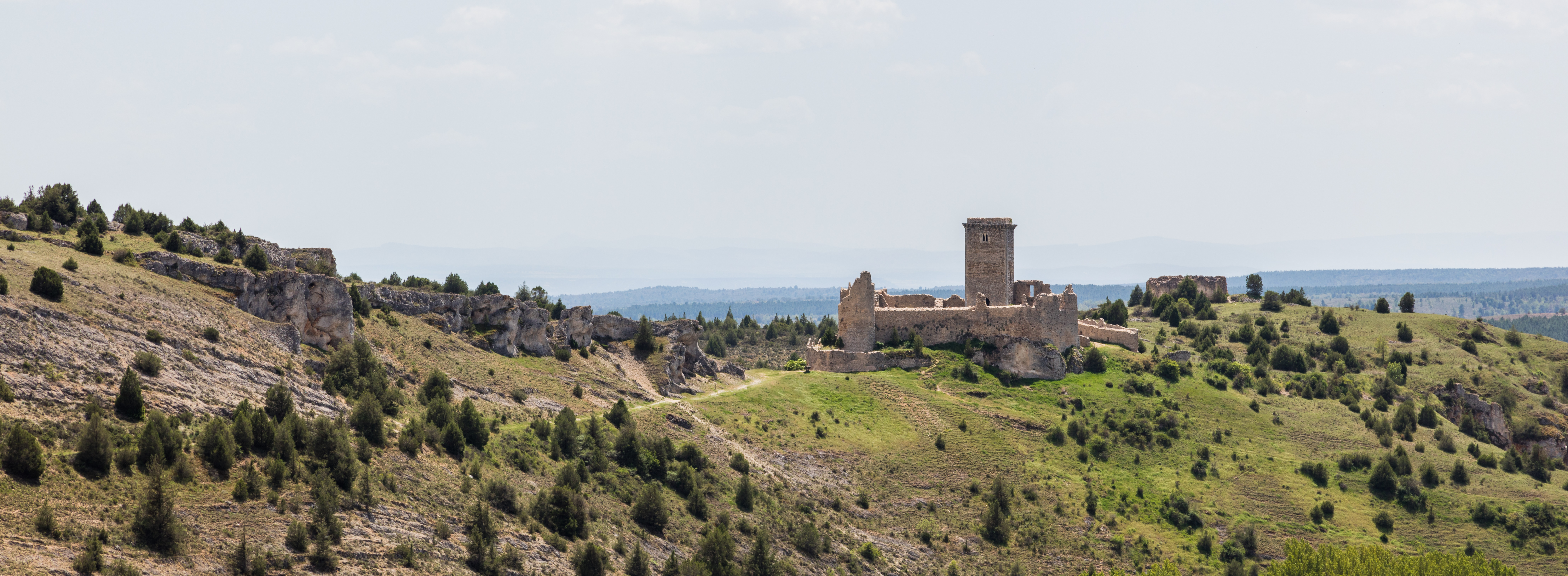
Vista lejana.
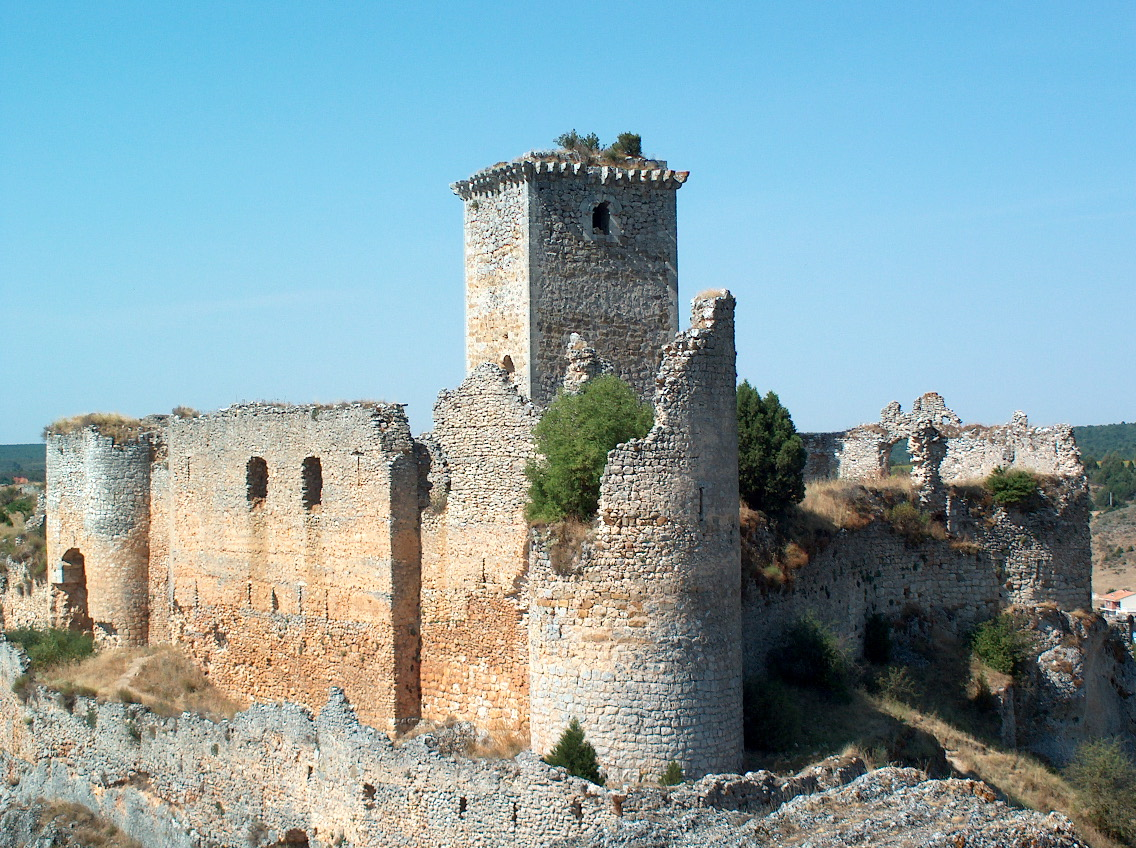
Vista general.
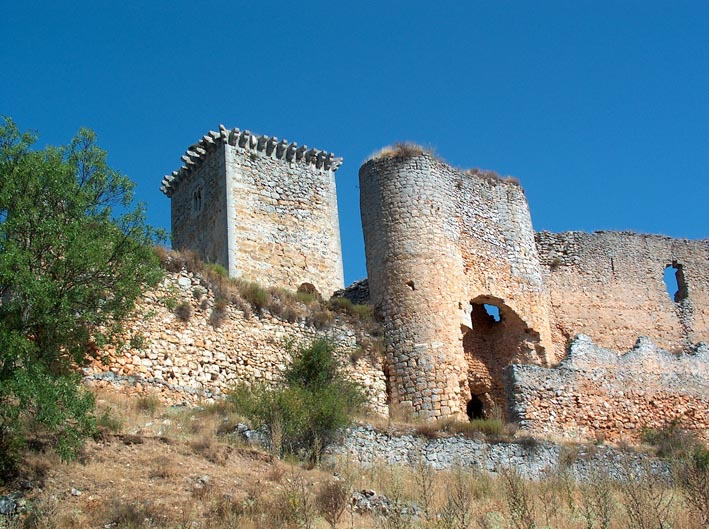
Acceso.
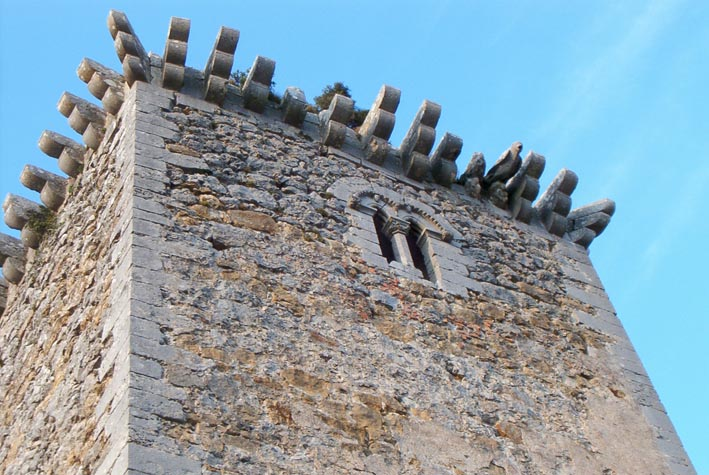
Torre del homenaje.

## Historia

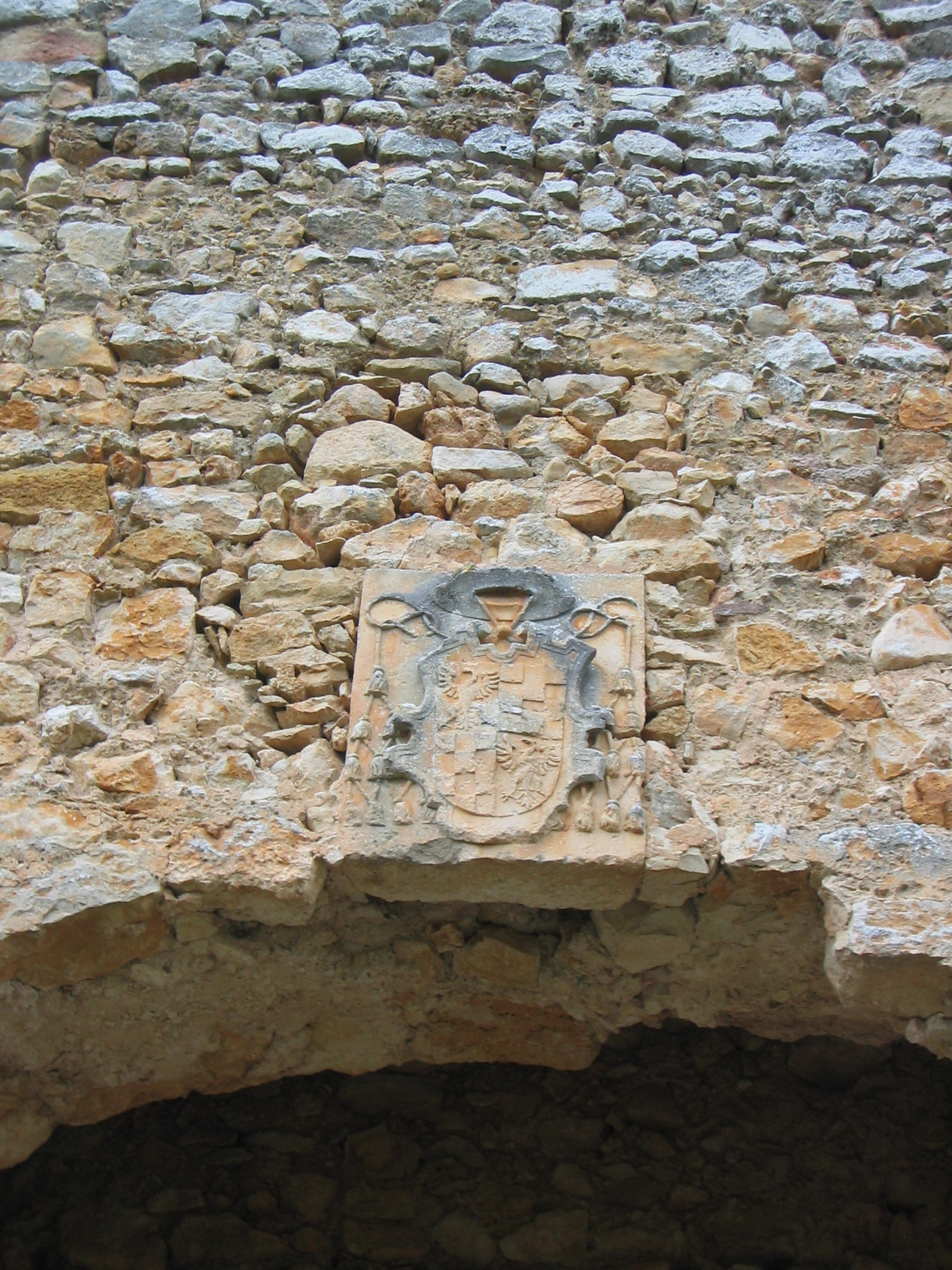
Castillo de Ucero. Detalle escudo en la entrada.

La zona dominada por el castillo ha sido habitada desde la prehistoria. Los restos rupestres hallados en diferentes puntos de la zona del cañón de río Lobos, cerca de la ermita de San Bartolomé y el yacimiento del Banconcillo, también al lado de la misma, atestiguan presencia humana al menos de la Edad del Bronce. El propio castillo se asienta sobre los restos de un castro celtíbero. La necrópolis de San Martín, visigótica, las construcciones romanas van dejando ver la continuidad del asentamiento en estas tierras.
El lugar aparece nombrado por primera vez en 1157 cuando Alfonso VII ubica la villa de Sotos de Suso entre Oxuma y Ucero y hay datos que indican que el castillo ya existía en el siglo XIII. La vinculación de los templarios con la zona es muy fuerte. Se estima que el importante convento de San Juan de Otero, ya extinguido, estaba ubicado cerca de la ermita de San Bartolomé, la cual también es templaria. Hay constancia que en 1170 ya estaba asentada la Orden del Temple en estos lares al estar documentado un litigio entre la Orden del Temple y la de Calatrava donde se cita el convento de San Juan de Otero.
Alejandro Aylagas señala a Juan González de Ucero como primer señor del castillo en 1212 y asegura que era un asentamiento templario desde Alfonso I de Aragón. Juan González de Ucero participó en la batalla de Las Navas de Tolosa al lado de su rey, Alfonso VIII, y fue proclamado señor de la villa por aquella acción. La villa y el castillo de Ucero perteneció posteriormente a Juan García de Ucero, esposo de María de Meneses, y a la muerte de aquel, su esposa lo heredó y se lo entregó a la hija ilegítima que tuvo con el rey Sancho IV de Castilla, Violante Sánchez de Castilla.
En  un documento emitido el 13 de noviembre de 1325 en Aviñón, el papa Juan XXII encomendó al arzobispo de Toledo, Juan de Aragón, que siguiera el pleito que mantenían Violante Sánchez y el obispo de Osma, Juan Pérez de Ascarón, por la posesión del señorío de Ucero, que, según ella, le pertenecía legalmente por la herencia de su madre y había sido ocupado y retenido ilegalmente por el obispo de Osma desde que, según él, lo compró el 23 de mayo de 1302 por 300 000 maravedís, junto con otras propiedades, a los albaceas de Juan García de Villamayor, según  la escritura de venta publicada en el tomo II de las Memorias de Fernando IV de Castilla. Aun así, Violante continuó considerándose propietaria del señorío y en 1327 lo donó, junto con el resto de sus posesiones, a la Orden de Santiago, obviando que  el señorío de Ucero pertenecía desde 1302 a los obispos de Osma.
En el siglo XVI el castillo es reconstruido por orden del  obispo Pedro de Montoya. Honorato Juan coloca su escudo de armas  sobre la entrada principal en el siglo XVII. La utilización del castillo por el obispado de Osma ha sido muy dispar, desde mansión palaciega para los obispos (los cuales acudían a solazarse con la pesca de la trucha en el acotado río Ucero) hasta cárcel para clérigos.
Se halla bajo la protección de la Declaración genérica del Decreto de 22 de abril de 1949, y la Ley 16/1985 sobre el Patrimonio Histórico Español. Fue propiedad de la Iglesia católica hasta 1966, en el que tuvo lugar un acuerdo entre el Estado y la Iglesia, que facilitó la incorporación del castillo a Patrimonio Nacional.

## Descripción
La construcción consta de un triple recinto amurallado protegido por un foso. El acceso se realizaba por una serie de rampas y un puente levadizo. La defensa se completa por el lado sur con un muro. A este mismo lado, se construyó una ermita separada de la construcción defensiva pero relacionada con la misma. El castillo disponía de una puerta de acceso que queda enfrente de la ermita. Esta ermita podría ser la de Nuestra Señora de la Villavieja.
Poseía un aljibe, del que quedan restos, y una zona de estancias en donde hoy día se observan los encajonamientos de las vigas en los muros.
La torre del homenaje se mantiene erguida y en relativo buen estado. Tiene equinas de sillería y está rematada por unas hileras de ménsulas que soportaban en el almenado. Hay una ventana ojival con moldura decorada con dos gárgolas asimétricas. En el exterior, hay varias gárgolas; una de ellas tiene tres figuras y otra tiene una figura que está sujetando algo mientras que sobre ella se puede ver un águila agarrando una serpiente. El techo de la torre es una bóveda ojival que tiene restos de pinturas y está apoyada en modillones decorados con cabezas y personajes. En la clave de esta bóveda hay un agnus dei, figura de un cordero que algunos estudiosos encuadran dentro de la simbología templaria.
Hay un pasaje subterráneo que baja desde el castillo al río Ucero recorriendo en zigzag la ladera del cerro. La finalidad del mismo era la de tener acceso al agua en caso de asedio. El pasaje está en parte derrumbado, pero hay algunas secciones practicables. Está construido excavando el hueco en el suelo y cubriéndolo con lajas de sillarejo y calicanto. Tiene una anchura de 1,16 m y una altura que varía entre los 2,13 m y los 1,5 m.